# Супруги Орловы
«Супруги Орловы» — рассказ Максима Горького, опубликованный в 1897 году в журнале «Русская мысль» (№ 10). Напечатан с подзаголовком «набросок», о котором Н. Ладожский писал, что «набросок этот стоит во многих отношениях целого романа». Неоднократно подвергался значительной авторской правке. Наиболее существенные изменения были сделаны Горьким при подготовке текста рассказа к первому изданию тома первого «Очерков и рассказов» (1898 год). Помимо многочисленных стилистических поправок и сокращений текста, автор совершенно переработал сцену разрыва Григория Орлова с женой и заново написал сцену столкновения Орлова с доктором.
В произведении присутствует символика инфернального.

## Сюжет

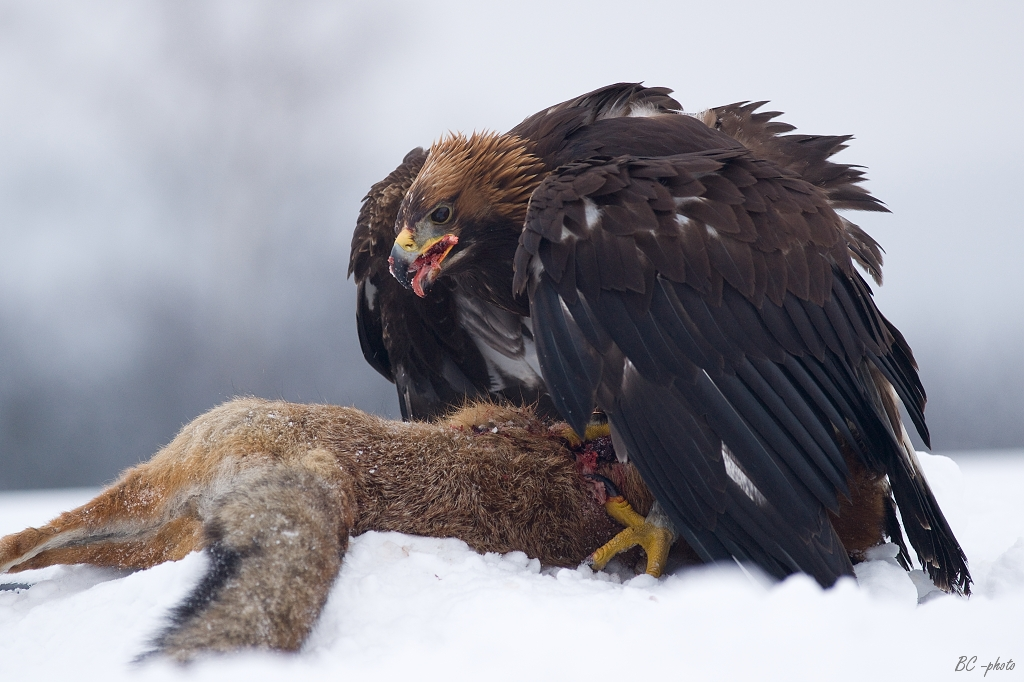
Орёл поедает дичь

В неуютном, грязном подвале двухэтажного дома живут сапожник Григорий Орлов и его жена Матрёна. Они работают целыми днями, но денег им хватает только на скудную еду. «Они любили друг друга, но им было скучно жить, у них не было впечатлений и интересов, которые могли бы дать им возможность отдохнуть друг от друга, удовлетворяли бы естественную потребность человека волноваться, думать, — вообще жить. Если б у Орловых была жизненная цель, хоть бы накопление денег грош за грошом, — тогда, несомненно, им жилось бы легче. Но у них не было и этого». Недовольство жизнью у Григория выражалось в том, что по субботам он в кровь избивал жену, а потом шёл в кабак.
Однажды утром к ним пришёл полицейский, а с ним санитар, который попенял им за грязь и сказал, что «пришла» холера. Через несколько дней заболел приятель Григория, гармонист. Вскорости Григорий зашёл к нему, уже умирающему, и сбегал за санитаром и подводой. Санитар предложил Григорию работать в больнице. Григорий предложил жене пойти вместе с ним, и она согласилась. Новая работа и обстановка заглушили тоску Григория и с женой он начал разговаривать мягче, чем обычно. Но однажды он заговорил о желании завести ребёнка (ребёнок, которого раньше родила Матрёна, прожил всего несколько недель). Этот разговор возмутил Матрёну, и она сказала, что из-за жестоких избиений мужа не может родить. На следующий день Григорий пришёл к жене, раздираемый противоположными чувствами: то ли повиниться перед ней, то ли пырнуть её ножом. Вскоре он распалился, устроил скандал и велел Матрёне собираться и идти с ним, но Матрёна, которая за это время изменилась, осознав, какую ужасную жизнь они вели, отказалась идти с ним.
Когда холерный барак закрыли, Матрёну устроили работать в школу, где она обучала детей сапожному мастерству. Григорий же продолжал вести беспутную жизнь.
Последняя фраза рассказа: «Тяжёлая дверь кабака, в котором сидел я с Орловым, то и дело отворялась и при этом как-то сладострастно повизгивала. И внутренность кабака возбуждала представление о какой-то пасти, которая медленно, но неизбежно поглощает одного за другим бедных русских людей, беспокойных и иных…»